# Друштво словеначких књижевника
Друштво словеначких књижевника (словен. Društvo slovenskih pisateljev ) је непрофитно удружење словеначких писаца са седиштем у Љубљани.
Удружење је основано 21. априла 1872. године у Љубљани на иницијативу Даворина Трстењака који је постао и његов први председник. Статуу организације потврдило је Војводство Крањска 10. маја 1872. Конститутивни конгрес одржан је 14. септембра 1872. године, док су се редовни састанци одржавали у хотелу Европа до 1885. године. Током година радило је под различитим називима и поново је усвојило првобитни назив Друштво словенских писатељев 1968. године. Друштво пружа платформу за писце, песнике, драмске писце и есејисте који учествују у промовисању заједничких културних и друштвених интереса.
Удружење је такође уложило значајне напоре у промоцији словеначке књижевности у иностранству. Њене међународне активности укључују одржавање контаката са културним институцијама и друштвима писаца широм света и сарадњу са књижевним часописима и часописима. Сопствена публикација Litterae slovenicae (названа Le Livre Slovène пре 1991. године) објављује одломке, песме и кратке приче словеначких писаца у преводу, чинећи словеначку књижевност доступном светској публици.
Годишње додељује награду Виленица једном средњоевропском аутору за његова достигнућа у области књижевности и есејистике на фестивалу који се одржава у јами Виленица у Словеначком приморју. Од 1986. године додељује и Јенкову награду за најбољу збирку поезије на словеначком језику објављену у претходне две године.

## Председници
- Даворин Трстењак 1872
- Рајко Перушек 1895–1915 [5]
- Антон Фунтек
- Алојз Градник
- Отон Жупанчич
- Француска Коблар 1938–1945 [6]
- Мишко Крањец (2 мандата)
- Француска Бевк (2 мандата)
- Иван Потрч (2 мандата)
- Миле Клопчич
- Бено Зупанчич
- Матеј Бор 1959–1961
- Антон Инголич
- Мира Михелич
- Јанез Менарт
- Цирил Космач
- Тоне Павчек 1979–1983
- Тоне Партљич 1983–1987
- Руди Шелиго 1987–1991
- Дане Зајц 1991–1995
- Евалд Флисар 1995–2001 (3 мандата)
- Тоне Першак 2001–2003
- Владо Жабот 2003–2007 (2 мандата)
- Славко Прегл 2007–2009
- Милан Јесих 2009–2011
- Вено Тауфер 2011–2014
- Иво Светина 2014– [7]